# Mermessus augustae
Mermessus augustae är en spindelart som först beskrevs av Crosby och Bishop 1933.  Mermessus augustae ingår i släktet Mermessus och familjen täckvävarspindlar. Inga underarter finns listade i Catalogue of Life.